# McKenzie Moore
McKenzie Moore (Santa Rosa, California, 11 de mayo de 1992) es un jugador de baloncesto estadounidense que actualmente se encuentra sin equipo. Con 1,98 metros de estatura, juega en la posición de base o escolta.

## Trayectoria deportiva
Jugó durante dos temporadas con los UTEP Miners y tras no ser drafteado en 2015, firmó su primera experiencia como profesional en Nueva Zelanda, en las filas de los Nelson Giants.
Comenzaría la temporada 2015-16, en Europa en las filas del Leuven Bears, pero volvería a Nueva Zelanda para defender los colores de los Canterbury Rams.
Más tarde, llegaría a Grecia para realizar una buena temporada en la A1 Ethniki con Promitheas Patras B.C. Al acabar la temporada, volvería a los Canterbury Rams.
En verano de 2017, firmó un contrato de una temporada para regresar a Grecia, esta vez con el Lavrio B.C. de la A1 Ethniki.
En verano de 2020, firma por el Anwil Włocławek de la Polska Liga Koszykówki. El 30 de diciembre de 2020 saldría del conjunto polaco tras negarse a jugar un encuentro frente al Trefl Sopot.
El 9 de enero de 2021, firma por el Ironi Nahariya de la Ligat Winner.